# Upphandlingsdokument
Upphandlingsdokument, och anbudsinfordran, är de termer som ersatt förfrågningsunderlag i den nya Lag (2016:1145) om offentlig upphandling (LOU) som trädde i kraft 2017-01-01 och därmed ersatte tidigare lag (2007:1091). 
"Regeringens  bedömning:  Begreppet  förfrågningsunderlag  bör  inte  användas i lagarna."  
 Enligt proposition 2015/16:195 (p. 6.7.7) ska förfrågningsunderlag inte längre användas inom upphandling. Kammarrätten i Göteborg däremot slog fast att "det kan vara av värde att behålla det inarbetade begreppet förfrågningsunderlag", så rättsläget för termen är inte glasklart. 
Med säkerhet kan det däremot sägas att uttrycken upphandlingsdokument och anbudsinfordran alltid är rätt under nuvarande lagstiftning. Förfrågningsunderlag, å andra sidan, är som bäst bara rätt ibland.
I övrigt beskriver de olika formuleringarna samma samling dokument och fyller samma funktion som i Sverige är att via definitionen i Lag (2016:1145) om offentlig upphandling beskriva förutsättningarna för en upphandling. 
En upphandlande myndighet ska genom en anbudsinfordran informera om sin avsikt att tilldela ett kontrakt eller ingå ett ramavtal. (LOU 10 kap, 1§) 
I upphandlingsdokumenten skall (åtminstone) framgå vad som köps och vilka krav som ställs på det som köps. Dessutom skall framgå hur man lämnar anbud och hur utvärderingen av anbuden kommer att gå till.
Förfrågningsunderlag används däremot fortsatt vid privat upphandling. Vid upphandling av byggentreprenader innehåller förfrågningsunderlag i allmänhet ritningar, beskrivningar, mängdförteckningar (ibland) och administrativa föreskrifter. De vanligaste upphandlingsformerna när man ska anlita byggare är totalentreprenad, generalentreprenad och delad entreprenad. Vid totalentreprenad åtar sig byggaren att ansvara för både projektering och genomförande. Vid generalentreprenad åtar sig entreprenören all byggverksamhet men inte projektering och vid delad entreprenad har byggherren/beställaren direkt avtal med samtliga entreprenörer som i sin tur ansvarar för respektive delentreprenad.